# Jovane Cabral
Jovane Eduardo Borges Cabral (* 14. Juni 1998 in Assomada) ist ein kap-verdischer Fußballspieler, der seit 2014 beim portugiesischen Erstligisten Sporting Lissabon unter Vertrag steht und aktuell an Olympiakos Piräus ausgeliehen ist.

## Karriere

### Verein
Der auf der kapverdischen Insel Ilhas de Sotavento geborene Cabral wechselte 2014 von seinem Heimatverein Grémio Nhagar nach Portugal in die Jugend von Sporting Lissabon. Am 20. August 2016 debütierte er für die Reservemannschaft Sportings in der zweitklassigen Segunda Liga, als er bei der 2:4-Heimniederlage gegen die AD Fafe in der 61. Spielminute eingewechselt wurde. Sein erstes Tor erzielte er am 19. März 2017 beim 2:1-Auswärtssieg gegen den Leixões SC.
Für die erste Mannschaft debütierte er am 12. Oktober 2017 in der Taça de Portugal beim 4:2-Auswärtssieg gegen den ARC Oleiros. Seinen ersten Treffer markierte er im Ligaspiel gegen den CD Feirense am 1. September 2018, in dem er in der 88. Spielminute das Tor zum 1:0-Entstand erzielte.
Im Januar 2022 wurde der Kapverdier bis zum Saisonende an Lazio Rom ausgeliehen, wo er jedoch im Lauf der Rückrunde nur in drei Ligaspielen zum Einsatz kam. Zur anschließenden Saison 2022/23 kehrte er im Sommer 2022 zunächst nach Lissabon zurück und sollte ab Januar 2023 für den Rest der Saison an den spanischen Erstligisten Real Valladolid ausgeliehen werden. Kurz nach Bekanntgabe des vermeintlichen Wechsels entschied die FIFA aufgrund zu spät eingereichter Dokumente den Wechsel zu annullieren. Für die Saison 2023/24 folgte die Leihe mit Kaufoption zur US Salernitana. Für Salernitana absolvierte er in der Hinrunde 12 Ligaspiele und erzielte dabei 1 Tor, allerdings setzte der neue Cheftrainer Filippo Inzaghi ab November 2023 nur noch selten auf ihn. Dadurch wurde die Leihe am 1. Februar 2024 vorzeitig beendet und Cabral zog leihweise weiter nach Griechenland zu Olympiakos Piräus.

### Nationalmannschaft
Am 28. März 2017 debütierte Jovane Cabral im Trikot der kapverdischen Nationalmannschaft beim 2:0-Sieg gegen Luxemburg. Dies blieb zunächst sein einziger Länderspieleinsatz, woraufhin sich Cabral im Oktober 2018 für die portugiesische Staatsbürgerschaft bewarb und äußerte, dass er auch für die portugiesische Nationalmannschaft auflaufen möchte. Erst im März 2022 wurde er erneut in den Kader der kapverdischen Nationalmannschaft berufen und bestritt zwei weitere Freundschaftsspiele. Im Juni 2022 kam er bei zwei Qualifikationsspielen für den Afrika-Cup gegen Burkina Faso sowie Togo erstmals auch in Pflichtspielen zum Einsatz.

## Erfolge

### Sporting Lissabon
- Taça da Liga: 2018/19